# NGC 4032
NGC 4032 is een onregelmatig sterrenstelsel in het sterrenbeeld Hoofdhaar. Het hemelobject werd op 27 april 1785 ontdekt door de Duits-Britse astronoom William Herschel.

## Synoniemen
- UGC 6995
- IRAS 11579+2021
- MCG 3-31-10
- WAS 40
- ZWG 98.19
- KUG 1157+203
- PGC 37860